# Apopyllus ivieorum
Apopyllus ivieorum är en spindelart som beskrevs av Norman I. Platnick och Mohammad U. Shadab 1984. Apopyllus ivieorum ingår i släktet Apopyllus och familjen plattbuksspindlar. Inga underarter finns listade i Catalogue of Life.